# Nils Magnus af Tannström
Nils Magnus af Tannström, född 1 december 1777 på Frösön, död 27 maj 1842 i Stockholm, var en svensk ämbetsman.
Tannström blev student vid Uppsala universitet 1794 och filosofie magister med hedersrum 1803 samt ägnade sig sedan åt skolundervisning. Han kallades till Sankt Petersburg som lärare för excellensen Stedingks son. År 1808 återvände han till Sverige med sin elev och blev 1812, med professors titel, prins Oskars lärare. Han erhöll 1815 kansliråds fullmakt och adlades 1817 med nummer 2279. Dog barnlös och slöt därmed sin ätt. 
Då prins Oskar blev kansler för de båda universiteten, handhades ärendena mestadels av Tannström, som 1829 officiellt blev kanslerssekreterare för Lunds universitet, vilken befattning han innehade till sin död. Han var ledamot av Vitterhets-, historie- och antikvitetsakademien samt av Vetenskapsakademien (1827). På universitetsangelägenheterna utövade han i det hela ett ganska hälsosamt inflytande, men var känd för att vilja dra ut på tiden med ärendenas avgörande.